# I-lulu
I-lulu (イルル?) es un dueto musical japonés de J-Pop/Pop rock. El nombre de la banda proviene del latín que significa a lo lejos.

## Integrantes
- Kana Mizushima (水島 歌菜 Mizushima Kana?) - vocalista
Lugar de Origen: Prefectura de Okinawa
Fecha de Nacimiento: 28 de abril
Instrumento: Percusión
- Yoshimi Katayama (片山 義美 Katayama Yoshimi?) - guitarrista
Lugar de Origen: Prefectura de Okinawa
Fecha de Nacimiento: 17 de marzo
Instrumento: Guitarra

## Biografía
La banda fue formada en mayo del año 2005, cuando Kana conoce a Yoshimi tiempo después de graduarse de la secundaria. Ambos ya habían tenido actividades musicales, y se conocieron en un programa de televisión. Las habilidades vocales de Kana, y también de Yoshimi con la guitarra acústica los decidieron a formar I-lulu y grabaron una cinta demo para intentar conseguir un contrato discográfico.
Logran ganar el premio otorgado por las audiciones de get over the records por Mejor Artista Encontrado en la sección Banda, y así consiguen algo de reconocimiento y también la oportunidad de comenzar una carrera musical más seriamente. Su música empieza a ser producida por el exintegrante y compositor de la banda Do As Infinity, el músico Dai Nagao, y comienza la etapa de grabación en el estudio. A finales del año 2005 la banda lanza su sencillo debut, titulado "Taiyou no Kasa" (Paraguas de Sol), el cual fue utilizado como tema imagen del programa de televisión Kiseki Taiten! Unbelievable de Fuji TV. Por varias razones, como la poca promoción que reciben de su sello que tampoco es tan poderoso, y también con un sentimiento de superación a la gran inseguridad que representaba para ambos el presentar su música en vivo y en directo, finalmente los lleva a realizar presentarse en la calle de forma regular. Así de a poco comienzan a darse a conocer, a pesar de que ante un público bastante reducido, y también van a adquiriendo mayor destreza para interpretar sus temas frente a público.
Pero en el mes de marzo del 2006, Kana y Yoshimi detienen un poco sus actividades para comenzar las grabaciones de lo que será su primer álbum de estudio, el cual también contó con la producción de Dai Nagao y algunos de sus ayudantes. El álbum, que fue titulado "ROPS", fue lanzado al mercado el día 26 de abril del 2006, y al igual como en el título, resultó ser una combinación entre melodías de Rock y Pops, con melodías alegres, baladas y canciones meramente acústicas. Tras lanzarse el disco, la banda comienza una gira por distintas universidades de Japón, pero sin abandonar sus regulares presentaciones en concurridas calles como Ikebukuro, Shinjuku y Shibuya. En el mes de diciembre del 2006 la banda realiza exitosamente lo que fue su primer concierto en un lugar establecido, que fue el Shibuya O-Crest.
A comienzos del año 2007 le es ofrecido a I-lulu que cree un tema para Kuchisake Onna (La Mujer de la boca cortada), película de terror inspirada en un mito urbano japonés del mismo nombre que trata de una misteriorsa mujer que tenía una Cortada en la boca que le sobresalía de oreja a oreja. Y de esto nace la balada Garasu no Hitomi, que se convierte en el segundo sencillo de la banda lanzado en el mes de febrero de este mismo año.

## Discografía

### Sencillos
1. Taiyou no Kasa (太陽のカサ?) (14 de diciembre de 2005)
2. Garasu no Hitomi (ガラスの瞳?) (21 de febrero de 2007)

### Álbumes
1. ROPS (26 de abril de 2006)

### Versiones
Temas versionados grabados por I-lulu, que han sido incluidos en diversas compilaciones de FOR-SIDE RECORDS.
- Tomorrow / Avril Lavigne (2006)
- Just / Radiohead (2006)
- IF IT MAKES YOU HAPPY / Sheryl Crow (2006)
- MY FATHER S EYES / Eric Clapton (2007)
- MODERN LOVE / David Bowie (2007)
- HIGH FIDELITY / Elvis Costello (2007)